# Luís Loureiro
Luís Fernando da Graça Loureiro, né le 4 décembre 1976 à Sintra, est un ancien footballeur international portugais, jouant au poste de milieu défensif. Il est l'actuel entraîneur du Real SC.

## Biographie
Luís Loureiro joue principalement en faveur du Sport União Sintrense et du Gil Vicente Futebol Clube.
Il dispute 142 matchs en 1re division portugaise et inscrit 15 buts dans ce championnat.
Il joue par ailleurs une rencontre de Ligue des Champions avec le Sporting Portugal.
Luís Loureiro possède 6 sélections en équipe du Portugal, acquises lors de l'année 2003.

## Statistiques
- 1 match et 0 but en Ligue des Champions
- 6 matchs et 0 but en Coupe de l'UEFA
- 142 matchs et 15 buts en 1re division portugaise
- 44 matchs et 9 buts en 2e division portugaise
- 54 matchs et 5 buts en 3e division portugaise
- 4 matchs et 0 but en 1re division russe
- 2 matchs et 0 but en 1re division chypriote